# Nemertesia geniculata
Nemertesia geniculata är en nässeldjursart som först beskrevs av Nutting 1900.  Nemertesia geniculata ingår i släktet Nemertesia och familjen Plumulariidae. Inga underarter finns listade i Catalogue of Life.